# Toledo Mud Hens
Toledo Mud Hens är en professionell basebollklubb som spelar i International League, en farmarliga på den högsta nivån (AAA) under Major League Baseball (MLB). Klubben är hemmahörande i Toledo i Ohio i USA.
Moderklubb är sedan 1987 Detroit Tigers.

## Historia

### Jersey City Skeeters
Klubben grundades 1902 i Jersey City i New Jersey och fick namnet Jersey City Skeeters. Smeknamnet kom sig av alla myggor (mosquitos) som fanns i träsken i New Jersey. Klubben spelade redan från början i International League, som dock hette Eastern League till och med 1911.

### Baltimore Orioles
1916 flyttades klubben till Baltimore i Maryland och bytte namn till Baltimore Orioles (ej att förväxla med dagens Baltimore Orioles som spelar i American League). Detta namn hade tidigare använts av flera klubbar, bland annat en som spelade i American League 1901-1902 och som är dagens New York Yankees.
1919-1925 vann klubben ligan sju år i rad.
1930 satte Baltimore-spelaren Joe Hauser det ännu gällande rekordet för International League när han slog 63 homeruns under säsongen.
1944 vann klubben ligan igen, detta trots att hemmaarenan brann ner mitt under säsongen.

### Richmond Virginians
När MLB-klubben St. Louis Browns flyttade till Baltimore 1954 och bytte namn till Baltimore Orioles tvingades farmarklubben med samma namn att flytta. Flytten gick till Richmond i Virginia och klubben bytte namn till Richmond Virginians.

### Toledo Mud Hens
1965 flyttades klubben till Toledo och bytte namn till Toledo Mud Hens.

## Hemmaarena
Hemmaarena är sedan 2002 Fifth Third Field. Dessförinnan spelade man i Ned Skeldon Stadium.
I Jersey City spelade man i Skeeters Park, i Baltimore i Oriole Park och Memorial Stadium och i Richmond i Parker Field.

## Övrigt
Korpral Max Klinger, en av rollfigurerna i TV-serien M*A*S*H, var ett Mud Hens-fan och hade ibland på sig en Mud Hens-keps eller -tröja. Serien utspelar sig under Koreakriget i början av 1950-talet och det är alltså inte dagens klubb som avses utan en tidigare klubb med samma namn. Skådespelaren Jamie Farr, som spelade Klinger, är själv från Toledo.